# محزمة

حزم إسطوانية

المِحْزَمَة (بالفرنسية: Ramasseuse-presse)‏ هي آلة زراعية لقطع القش أو التبن. تُستعمل هذه الأداة لسهولة نقل ومناولة وتخزين من القش واستخدامه لاحقا. وللتعبئة والتغليف عدة أنواع: بالات أو حزم إسطوانية وهي الأشهر وحزم في شكل متوازي مستطيلات.